# (34803) 2001 SW63
2001 أس دابليو 63 (ويعرف أيضًا باسم (34803) 2001 أس دابليو 63 وفق تسمية الكوكب الصغير) (بالإنجليزية: 2001 SW63)‏ هو كويكب ضمن حزام الكويكبات؛ وترتيبه 34803 من حيث الاكتشاف.
اكتُشف هذا الجُرم الفلكي بواسطة بحث لنكولن عن الكويكبات القريبة من الأرض في 17 سبتمبر 2001.

## وصلات خارجية
- (34803) 2001 SW63 في قاعدة بيانات مختبر الدفع النفاث لأجرام النظام الشمسي الصغيرة

- الاكتشاف · مخطط المدار ·  العناصر المدارية · المعلمات المادية

- (34803) 2001 SW63 على موقع ويكي سكاي: DSS2, SDSS, GALEX, IRAS, Hydrogen α, X-Ray, Astrophoto, Sky Map, Articles and images